# موتور پمپ یدالله اکبری موتور خلیفه‌ای ۶
موتور پمپ یدالله اکبری موتور خلیفه‌ای ۶ یک منطقهٔ مسکونی در ایران است که در دهستان وکیل‌آباد واقع شده‌است. موتور پمپ یدالله اکبری موتور خلیفه‌ای ۳۶ نفر جمعیت دارد.